# Periode politischen Tauwetters im kommunistischen Rumänien
Die Periode politischen Tauwetters im kommunistischen Rumänien bezeichnet eine Zeit der relativen Liberalisierung in der Volksrepublik Rumänien respektive der Sozialistischen Republik Rumänien zwischen 1964 und der Mitte der 1970er Jahre. Sie ging einher mit der Tauwetter-Periode in der Sowjetunion und den anderen Ländern des Ostblocks nach Josef Stalins Tod 1953 und war nach dem Roman „Tauwetter“ von Ilja Ehrenburg (1954) benannt. Ihre Hauptkennzeichen waren die Lockerung der Parteikontrolle vor allem auf kulturellem Gebiet sowie die Rehabilitierung verfemter Politiker, Intellektueller und Künstler.

## Hintergrund
Die Geheimrede Chruschtschows auf dem 20. Parteitag der KPdSU im Februar 1956 gilt als wichtiger Impuls der Entstalinisierung. Es wird jedoch unterschiedlich ausgelegt, inwieweit Chruschtschow damit eine Demokratisierung anstrebte oder die Verbrechen der Stalin-Ära vor allem benannte, um seine Rivalen im Machtkampf auszuschalten. Der Posener Aufstand und der Ungarische Volksaufstand von 1956 waren Versuche sich dem sowjetischen Einfluss und Druck zu entziehen. Die Entstalinisierung kam dort ins Stocken, als Massenbewegungen den Abzug der sowjetischen Armee, freie Wahlen sowie Pressefreiheit gefordert hatten, welche die noch kaum konsolidierte Macht der Kommunisten gefährdet hätte.
Die Nachkriegsjahre in Rumänien waren bis in die 1950er Jahre durch stalinistische Politik der Rumänischen Kommunistischen Partei (RKP) gekennzeichnet, die unter anderem zu bewaffnetem antikommunistischen Widerstand, Bauernaufständen, der Verschleppung von Rumäniendeutschen in die Sowjetunion, der Enteignung in Rumänien 1945 mit einhergehender Kollektivierung der Landwirtschaft und der Deportation von Serben und Deutschen in die Bărăgan-Steppe führte.

## Später Beginn
In Rumänien hielt sich die Entstalinisierung unter dem damaligen RKP-Chef Gheorghe Gheorghiu-Dej in engen Grenzen und war von Machtkämpfen an der Parteispitze gekennzeichnet. Weitreichende Liberalisierung wurde in den 1950er Jahren vermieden, um die Machtposition der Partei hierdurch nicht zu gefährden.
Nach der Öffnung des sowjetischen Gulags ließen nun auch die osteuropäischen Satellitenstaaten politische Häftlinge frei. In Rumänien wurde die Rückkehr der Deportierten aus der Bărăgan-Steppe 1956 als besonderes Zeichen einer Liberalisierung gewertet.
Von 1952 bis 1960 bestand in Rumänien die „Ungarische Autonome Region“ (rumänisch Regiunea Autonomă Maghiară), die im Wesentlichen die heutigen Kreise Covasna und Harghita sowie den östlichen Teil des Kreises Mureș umfasste. Die ungarische Minderheit in Rumänien verfügte vor allem dort über eigene Bildungsinstitutionen. Im Herbst 1956 verdichtete sich das Gerücht, dass die ungarische Babeș-Bolyai-Universität in Cluj nach Târgu Mureș umziehen müsse, was Unruhe unter den ungarischen Studenten hervorrief, die autonome Strukturen einforderten. Anfang November kam es anlässlich einer Solidaritätskundgebung auf dem Klausenburger Friedhof zu repressiven Maßnahmen durch die Behörden. Auch in Timișoara gab es 1956 einen Studentenaufstand, zudem kam es im Kreis Bihor, in der Moldau und in der Hauptstadt Bukarest zu Protesten gegen die sowjetische Intervention in Ungarn, jedoch gelang es durch ein Netz von Informanten des Geheimdienstes Securitate viele Aktionen im Keim zu ersticken. Einige Widerstandsgruppen wurden erst 1957 entdeckt; mehrere Personen erhielten für lediglich geplante Aktionen die Todesstrafe.
Im Kronstädter Schriftstellerprozess von 1959 wurden fünf siebenbürgisch-sächsische Schriftsteller wegen Bildung einer systemfeindlichen Vereinigung und der Verbreitung regimefeindlicher Literatur angeklagt und zu 10 bis 25 Jahren Zwangsarbeit verurteilt.

## Liberalisierung
Nachdem repressive Methoden nicht zum gewünschten politischen Erfolg geführt hatten, wollte die RKP auf dem Wege einer attraktiveren Ideologie- und Kulturpolitik mehr Popularität und Autorität gewinnen, wobei die nach dem III. Parteikongress einsetzende Liberalisierung eine mit „fester Hand“ „von oben“ gelenkte Aktion war. Die neue liberale Phase begann am 16. Juni 1964 mit einer Generalamnestie für politische Häftlinge (darunter auch die in Schauprozessen verurteilten), was eine relative Entspannung im Verhältnis zwischen Staat und Minderheiten brachte.
1965 wurde Nicolae Ceaușescu zum neuen Parteichef der RKP ernannt. Der Machtwechsel belebte die Hoffnung der Bevölkerung auf eine Verbesserung der allgemeinen Situation, denn nach dem Tod Gheorghiu-Dejs hielt Ceaușescu den begonnenen liberalen Kurswechsel bei, um so das Image seines Landes zu verbessern. Er propagierte die Politik einer angeblichen politischen Neutralität und forderte 1966 die Abschaffung der Militärblöcke. Außenpolitisch wurde vor allem in Westeuropa die Aufnahme diplomatischer Beziehungen zur Bundesrepublik Deutschland begrüßt.
Im Rahmen eines Parteitages der RKP räumte Ceaușescu Missstände wie Verschleppung und Enteignung in der Minderheitenpolitik nach Kriegsende ein, was bedeutungsvoll für die ethnischen Minderheiten des Landes erschien, da ihnen ein „korrekter Umgang“ und „mehr Rechte“ zugestanden wurden. Eine neue Verfassung sollte den Minderheiten den freien Gebrauch der Muttersprachen in der Schule und in der Öffentlichkeit garantieren. Die Minderheiten wurden nun offiziell als „naţionalităţi conlocuitoare“ (deutsch mitwohnende Nationalitäten) bezeichnet. 1968 wurden „Räte der Werktätigen ungarischer, deutscher und serbischer Nationalität“ (siehe Rat der Werktätigen deutscher Nationalität) konstituiert und in die „Front der sozialistischen Einheit“ eingegliedert. Dies weckte Hoffnungen, täuschte aber tatsächlich demokratisches Mitspracherecht nur vor.
In der Provinz wurden zahlreiche rumänische Kulturzeitschriften gegründet, 1970 kam es zur Dezentralisierung des Verlagswesens und mithin auch zu günstigeren Publikationsmöglichkeiten für alle Schriftsteller. Der Verlag der mitwohnenden Nationalitäten „Kriterion“ übernahm den Großteil der deutschsprachigen Buchproduktion, andere Verlagshäuser wie „Ion Creangă“ (Kinderliteratur) und „Albatros“ in Bukarest, „Dacia“ in Cluj-Napoca und „Facla“ in Timișoara begannen gleich nach ihrer Gründung auch Arbeiten in deutscher Sprache herauszugeben. Das Blatt „Neue Literatur“ erschien ab 1968 monatlich; in Hermannstadt erschien ab 25. Februar 1968 die „Hermannstädter Zeitung“ (seit 1971: „Die Woche“); in Timișoara ab 21. Februar 1968 – als Nachfolgerin der „Wahrheit“ – die Neue Banater Zeitung; anstelle der „Volkszeitung“ trat in Braşov die „Karpatenrundschau“. Die Liberalisierungsphase erreichte ihren Höhepunkt 1968, als sich Staats- und KP-Chef Ceaușescu weigerte zusammen mit den anderen Staaten des Warschauer Pakts den Prager Frühling zu unterdrücken.

## Übergang zur Diktatur
Ab Mitte der 1970er Jahre kam die staatlich gelenkte Liberalisierung letztlich zu ihrem Ende, als Ceaușescu schrittweise auf einen zunehmend diktatorischen Kurs einschwenkte, im Zuge dessen sich die Minderheitenpolitik mit der zunehmenden nationalkommunistischen Ausrichtung Rumäniens wieder verhärtete.
Der Historiker Günther H. Tontsch führte hierzu aus: „Neben direkter Repression dominierte indes eine ‚Nadelstichpolitik‘, die ihre ideologische Legitimation aus der im Parteiprogramm verankerten ‚Nationstheorie‘ bezog und die Assimilation der Minderheiten im angestrebten homogenen Nationalstaat implizierte. Durch offiziell verordnete oder gedeckte Geschichtsverfälschungen wurden die Minderheiten gedemütigt, ihren Presseorganen die Benutzung der Ortsnamen in deren Sprache untersagt, durch Zuzugsregelungen massiv auf die ethnische Zusammensetzung insbesondere ungarischer Siedlungsgebiete Einfluss genommen, traditionelle Schulen der Minderheiten mit rumänischen zusammengelegt, die Einfuhr von Büchern, Presseerzeugnissen aus den Mutterländern massiv eingeschränkt usw.“